# Cachorro (película)
Cachorro es una película española dirigida por Miguel Albaladejo que se estrenó el 27 de febrero de 2004.

## Sinopsis
Desinhibido en sus relaciones y sin responsabilidades, Pedro se compromete a cuidar durante quince días a su sobrino Bernardo, un niño de 9 años con el que hasta ese momento no ha tenido mucha relación. El niño es hijo de Violeta, la hermana de Pedro, una hippie trasnochada que va a realizar un viaje a la India con su nuevo novio. Pedro cambia su ritmo de vida pensando que será una situación temporal. Mientras el niño tiene una actitud natural y sin prejuicios.
A los pocos días llega la noticia de que su hermana y su novio han sido detenidos en la India y que Violeta deberá pasar los próximos años en la cárcel. Pedro se enfrenta a esta situación inesperada y, poco a poco, creará fuertes lazos paternales con el niño. Algo nuevo para él ya que había intentado no involucrarse afectivamente con nadie desde la muerte de su novio. Todo va bien hasta que doña Teresa, la abuela paterna de Bernardo, aprovecha la ausencia de Violeta para ver al niño y hacer chantaje al dentista del niño para apartarlo de Pedro ya que, a su parecer, la educación de un niño no debe estar en manos de un homosexual.

## Reparto
| Intérprete             | Personaje        |
| ---------------------- | ---------------- |
| José Luis García-Pérez | Pedro            |
| David Castillo         | Bernardo         |
| Empar Ferrer           | Dª Teresa        |
| Elvira Lindo           | Violeta          |
| Arno Chevrier          | Manuel           |
| Mario Arias            | Javi             |
| Josele Román           | Gloria           |
| Diana Cerezo           | Lola             |
| Daniel Llobregat       | Bernardo 14 años |
| Juanma Lara            | Aitor            |
| Jorge Calvo            | Antonio          |
| Josep Tomàs            | Juan Carlos      |
| Juanjo Martínez        | Iván             |
| Ramón Ramos            | Ricardo          |
| Fernando Albizu        | Waldo            |
| Javier Martínez        | Olmo             |

## Producción
La película se estrenó en el Festival de Cine de Berlín de 2004. Para su estreno en EE. UU se cortaron dos escenas de sexo (la escena inicial y la de la sauna).

### Banda sonora
En la banda sonora original aparecen dos canciones de Fangoria: Me odio cuando miento y Hombres. La primera canción es del disco Una temporada en el infierno (1999) y la segunda de Naturaleza muerta (2001).

### Localizaciones de rodaje
La película está rodada en Madrid y Valencia.

## Premios
- 2005: Premio del Jurado a la Mejor Película — Festival de Cine Mezitrapa, República Checa.